# Небесний щит Європи
Небесний щит Європи (англ. European Sky Shield Initiative, ESSI) — проект наземної інтегрованої європейської системи протиповітряної оборони, яка включає протибалістичні можливості. Станом на січень 2024 року в ініціативі беруть участь дев'ятнадцять європейських держав. Очікується, що Греція та Туреччина офіційно приєднаються до кінця 2024 року.

## Спроможності

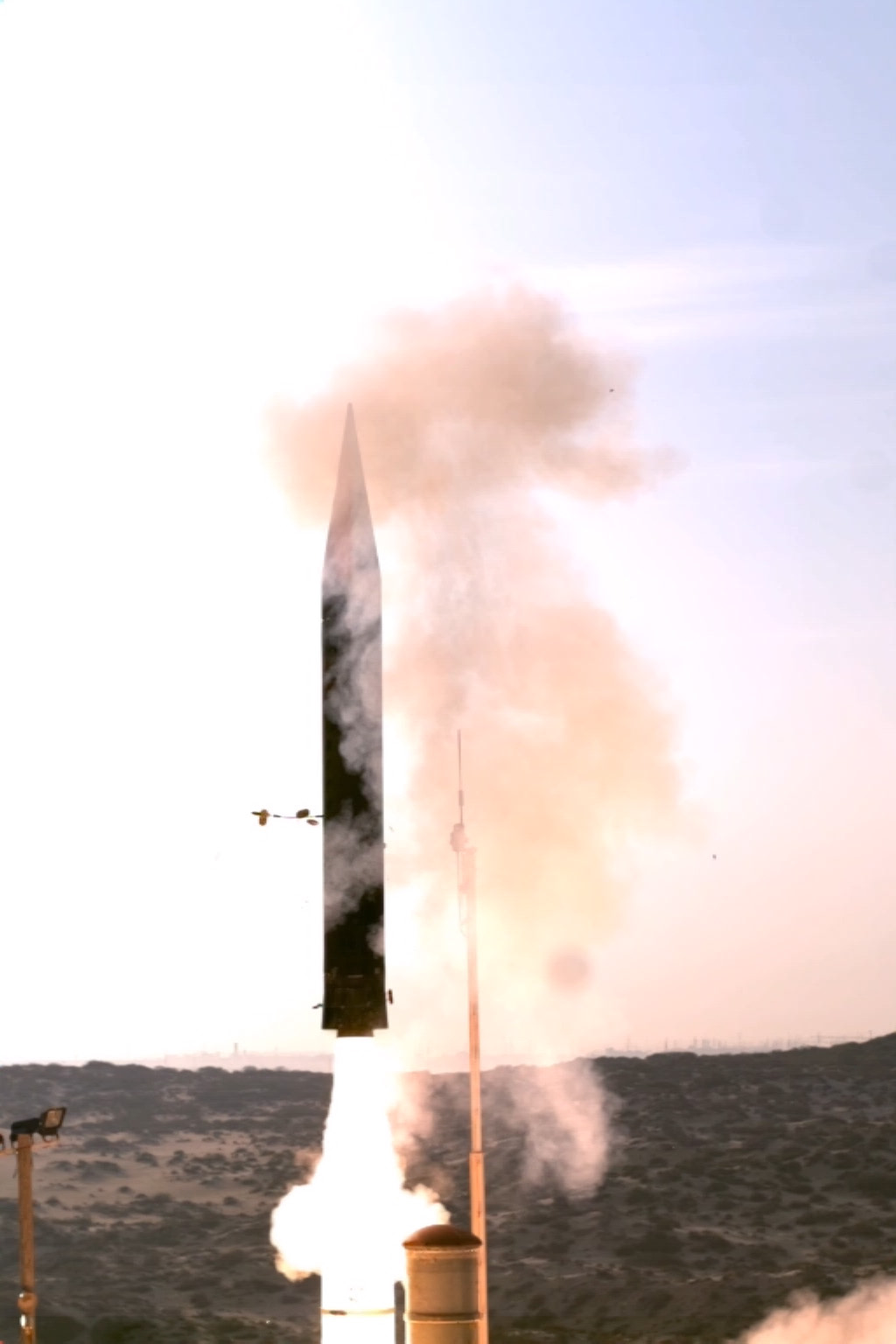
Запуск ракети Arrow 3

ESSI використовуватиме багаторівневий захист із запланованими наступними системами:
- Середні радіус: восновному IRIS-T SLM
- Дальній радіус: MIM-104 Patriot
- Дуже великий радіус (позаатмосферний): Arrow 3

У грудні 2022 року канцлер Німеччини висловив сподівання, що система буде розроблена в найближчі п'ять років. У червні 2023 року німецький Бундестаг дозволив виділити майже 4 мільярди євро на придбання протиракетної системи Arrow 3 в Ізраїлю. Контракт підписано в листопаді 2023 року.